# جوب (قسيس)
جوب (بالإنجليزية: Job)‏ هو قسيس أمريكي، ولد في 18 مارس 1946 في شيكاغو في الولايات المتحدة، وتوفي في 18 ديسمبر 2009 في ماومي في الولايات المتحدة.